# Station Schiedam Kethel
Station Schiedam Kethel is een gepland station in de Schiedamse wijk Kethel. De Stopplaats Kethel-Kerklaan was eerder al een stopplaats aan de Spoorlijn Amsterdam - Rotterdam. Het bevond zich tussen de huidige stations Delft Campus en Schiedam Centrum. De halte werd geopend in 1892 en gesloten in 1938.

## Heropeningsplannen
In november 2010 besloot de Tweede Kamer dat de heropening van station Kethel, onder de naam Schiedam Spaland, er niet zou komen. Dit station zou een paar honderd meter zuidelijker komen te liggen dan de oude stopplaats, bij de al bestaande tunnel onder het spoor waar ruimte is gereserveerd voor verlenging van de tramlijn vanuit Woudhoek, die echter niet is gerealiseerd. Het zou een halte zijn voor stoptreinen tussen Rotterdam en Den Haag. Minister Schultz van Haegen was tegen de bouw van het station omdat er dan extra sporen nodig zouden zijn. Volgens haar kost dat te veel geld. Volgens de gemeente Schiedam zouden er per dag 2500 reizigers gebruikmaken van het station.
In november 2022 besloten de Rijksoverheid, de Metropoolregio Rotterdam Den Haag, provincie Zuid-Holland en de gemeenten Den Haag en Rotterdam het station te heropenen onder de naam Schiedam Kethel. Dit station komt op dezelfde plek als bij de eerdere geplande heropening. Deze heropening is onderdeel van het Meerjarenprogramma Infrastructuur, Ruimte en Transport. Naast dit station worden er nog 3 andere stations gebouwd: Rijswijk Buiten, Rotterdam Van Nelle en Dordrecht Leerpark.
−1: Amsterdam Centraal ·
−1: Amsterdam Westerdok ·
0: Amsterdam Willemspoort ·
0: Amsterdam d'Eenhonderd Roe ·
3: Amsterdam Sloterdijk ·
9: Halfweg-Zwanenburg ·
14: Haarlem Spaarnwoude
17: Haarlem ·
21: Heemstede-Aerdenhout ·
25: Vogelenzang ·
28: Hillegom ·
30: Veenenburg ·
32: Lisse ·
36: Piet Gijzenbrug ·
38: Voorhout ·
41: Postbrug ·
42: Warmond ·
46: Leiden Centraal ·
48: De Vink ·
51: Voorschoten ·
54: Statistiek ·
57: Den Haag Mariahoeve ·
59: Den Haag Laan van NOI ·
61: Den Haag HS ·
63: Den Haag Moerwijk ·
65: Rijswijk ·
69: Delft ·
71: Delft Campus ·
77: Kethel ·
80: Schiedam Centrum ·
82: Beukelsdijk ·
84: Rotterdam Delftse Poort ·
84: Rotterdam Centraal